# Saint-Erme-Outre-et-Ramecourt
Saint-Erme-Outre-et-Ramecourt és un municipi francès situat al departament de l'Aisne i a la regió dels Alts de França. L'any 2007 tenia 1.821 habitants.

## Demografia

### Població
El 2007 la població de fet de Saint-Erme-Outre-et-Ramecourt era de 1.821 persones. Hi havia 670 famílies de les quals 172 eren unipersonals (68 homes vivint sols i 104 dones vivint soles), 171 parelles sense fills, 275 parelles amb fills i 52 famílies monoparentals amb fills.
La població ha evolucionat segons el següent gràfic:
Habitants censats

### Habitatges
El 2007 hi havia 775 habitatges, 693 eren l'habitatge principal de la família, 38 eren segones residències i 44 estaven desocupats. 737 eren cases i 35 eren apartaments. Dels 693 habitatges principals, 487 estaven ocupats pels seus propietaris, 195 estaven llogats i ocupats pels llogaters i 10 estaven cedits a títol gratuït; 5 tenien una cambra, 18 en tenien dues, 84 en tenien tres, 186 en tenien quatre i 400 en tenien cinc o més. 522 habitatges disposaven pel capbaix d'una plaça de pàrquing. A 347 habitatges hi havia un automòbil i a 257 n'hi havia dos o més.

### Piràmide de població
La piràmide de població per edats i sexe el 2009 era:
| Homes | Edats   | Dones |
| ----- | ------- | ----- |
| 0     | 95 o +  | 8     |
| 0     | 90 a 94 | 8     |
| 16    | 85 a 89 | 12    |
| 4     | 80 a 84 | 12    |
| 24    | 75 a 79 | 20    |
| 28    | 70 a 74 | 52    |
| 56    | 65 a 69 | 40    |
| 32    | 60 a 64 | 44    |
| 12    | 55 a 59 | 32    |
| 36    | 50 a 54 | 28    |
| 88    | 45 a 49 | 60    |
| 72    | 40 a 44 | 64    |
| 88    | 35 a 39 | 76    |
| 116   | 30 a 34 | 88    |
| 52    | 25 a 29 | 52    |
| 48    | 20 a 24 | 44    |
| 64    | 15 a 19 | 36    |
| 92    | 10 a 14 | 64    |
| 80    | 5 a 9   | 84    |
| 72    | 0 a 4   | 56    |

## Economia
El 2007 la població en edat de treballar era de 1.119 persones, 847 eren actives i 272 eren inactives. De les 847 persones actives 721 estaven ocupades (426 homes i 295 dones) i 126 estaven aturades (56 homes i 70 dones). De les 272 persones inactives 69 estaven jubilades, 98 estaven estudiant i 105 estaven classificades com a «altres inactius».

### Ingressos
El 2009 a Saint-Erme-Outre-et-Ramecourt hi havia 699 unitats fiscals que integraven 1.777 persones, la mediana anual d'ingressos fiscals per persona era de 16.528 €.

### Activitats econòmiques
Dels 81 establiments que hi havia el 2007, 2 eren d'empreses extractives, 2 d'empreses alimentàries, 7 d'empreses de fabricació d'altres productes industrials, 17 d'empreses de construcció, 19 d'empreses de comerç i reparació d'automòbils, 3 d'empreses de transport, 5 d'empreses d'hostatgeria i restauració, 1 d'una empresa d'informació i comunicació, 5 d'empreses financeres, 2 d'empreses immobiliàries, 6 d'empreses de serveis, 8 d'entitats de l'administració pública i 4 d'empreses classificades com a «altres activitats de serveis».
Dels 23 establiments de servei als particulars que hi havia el 2009, 1 era una oficina de correu, 1 una oficina bancària, 1 taller de reparació d'automòbils i de material agrícola, 1 taller d'inspecció tècnica de vehicles, 2 paletes, 4 guixaires pintors, 3 fusteries, 4 lampisteries, 1 electricista, 1 perruqueria, 3 restaurants i 1 saló de bellesa.
Dels 8 establiments comercials que hi havia el 2009, 1 era un hipermercat, 1 un supermercat, 2 fleques, 1 una peixateria, 1 una sabateria i 2 floristeries.
L'any 2000 a Saint-Erme-Outre-et-Ramecourt hi havia 16 explotacions agrícoles que ocupaven un total de 1.155 hectàrees.

## Equipaments sanitaris i escolars
El 2009 hi havia 1 centre de salut, 1 farmàcia i 1 ambulància.
El 2009 hi havia 1 escola maternal i 2 escoles elementals.

## Poblacions més properes
El següent diagrama mostra les poblacions més properes.